# Nemes Viktor
Nemeš Viktor (Zenta, 1993. szeptember 21. –) szerb kötöttfogású birkózó. A 2018-as birkózó-világbajnokságon a bronzmérkőzésig jutott 77 kg-os súlycsoportban, kötöttfogásban. 2017-ben világbajnoki aranyérmet szerzett 75 kg-ban. A 2018-as és a 2016-os birkózó Európa-bajnokságon ezüstérmet szerzett.

## Sportpályafutása
Nemes Viktor a 2015-ben első alkalommal megrendezett bakui Európa játékokon 75 kilogrammban ezüstérmet szerzett, miután kikapott a döntőben az azeri Elvin Mürsəliyevtől.
A 2016-os Európa-bajnokságon 75 kilogrammban ezüstérmes lett, részt vett a riói olimpián, ahol a négy közé kerülésért kapott ki a dán Mark Madsentől és nyolcadik helyen végzett. A 2017-es birkózó-világbajnokságon 75 kilogrammban versenyezve aranyérmet szerzett, a döntőben orosz Alekszandr Csekirkint 4-1-re győzte le. Ezzel ő lett a második szerb világbajnok Davor Štefaneket követően Jugoszlávia széthullása óta.
2018 májusában a Kaszpijszkban rendezett Európa-bajnokságon ezüstérmes lett.
A 2018-as birkózó-világbajnokságon a bronzmérkőzésig jutott. A selejtezők során előbb a jordániai Szultan Ali Mohd Damen Eid volt ellenfele, akit 9–0-ra megvert. Következő ellenfele a kubai Ariel Fis Batista volt, akit 4–1-re vert. A nyolcaddöntőben az orosz Alekszandr Konsztantyinovics Csehirkin ellen birkózott. Az orosz nyert 2–1-re, Nemes vigaszágon folytathatta a világbajnokságot. Ott előbb a kirgiz Kairatbek Tugolbaev volt az ellenfele, akit 9–2-re vert. Az azeri Elvin Murszaliev ellen 3–1-re nyert a bronzmérkőzésen.
A 2019-es Európa-bajnokságon bronzérmes lett.